# Piero Novelli
Piero Novelli, all'anagrafe Piero Dario Novelli (Torino, 1929 – Milano, 7 febbraio 1983), è stato un paroliere, giornalista e scrittore italiano.

## Biografia
Cugino del sindaco di Torino Diego Novelli; inizia l'attività di giornalista per l'Unità, passando poi alla Gazzetta del Popolo.
Nel 1964 comincia la collaborazione con i fratelli Piergiorgio e Roberto Balocco, scrivendo i testi di alcuni brani che confluiranno nello spettacolo Le canssôn dla piòla, che per mesi fa il tutto esaurito al Teatro Carignano  e nel disco omonimo pubblicato l'anno successivo.
L'attività di paroliere continua con i testi delle canzoni della mala piemontese per Luisella Guidetti, scritte con Mario Piovano, suo amico di infanzia, e pubblicate nell'album del 1969 ...e poi domani ancora dalla Numero Uno.
la collaborazione con Piovano continua con l'album La strada che porta in città di Graziella Ciaiolo
e con l'album inciso da Piovano stesso Torino cronaca, in cui Novelli dà un ritratto realistico della Torino del periodo, tra malavita e fatti di cronaca nera.
Collabora anche con Gipo Farassino, scrivendo nel 1967 Dino Tedesco, collega della Gazzetta del Popolo, e Farassino steso gli spettacoli teatrali Cerea Turin, presentato al Teatro Alfieri, Militari, borghesi e ragazze, che va in scena al Teatro Gobetti a novembre dello stesso anno e Conoscete Matilde Pellissero?, in scena sempre al Gobetti dal 29 dicembre al 7 gennaio 1968; i tre spettacoli contengono alcune delle canzoni più note del cantautore, come Porta Pila, Lice Cagnasso, Serenata Ciôcatôna, Ël 6 ëd via Coni e altre.
All'attività di paroliere affianca quella di scrittore, e nel 1967 è autore del primo libro italiano sui capelloni, Fate l'amore non la guerra; nel 1973 con il collega Riccardo Marcato scrive il romanzo giallo Il commissario di Torino, che riscuote un grande successo e da cui l'anno successivo viene tratto il film Un uomo, una città per la regia di Romolo Guerrieri.
Negli ultimi anni lavora a Il Giorno a Milano, la città in cui scompare a causa di un cancro ai polmoni; è sepolto a Roccaverano.

## Opere
- Fate l'amore non la guerra, Milano, Edizioni dell'albero, 1967.
- Il commissario di Torino, Milano, SEI, 1974 (con Riccardo Marcato).
- Dossier Pautasso, Milano, SEI, 1975 (con Riccardo Marcato).
- Il piemontardo lombardese, Torino, Hibla, 1976.
- Torino Top, Torino, Elle, 1977.